# Leialoha ohiae
Leialoha ohiae är en insektsart som först beskrevs av George Willis Kirkaldy 1910.  Leialoha ohiae ingår i släktet Leialoha och familjen sporrstritar. Inga underarter finns listade i Catalogue of Life.